# Western Football Club
Western Football Club var en skotsk fodboldklub fra Glasgow, som var et af de 16 hold, der deltog i den første udgave af Scottish Cup i 1873-74. Klubben tabte imidlertid 1-0 i første runde til de senere semifinalister fra Blythswood. Senere nåede Western FC i ét tilfælde til kvartfinalerne i Scottish Cup (i sæsonen 1875-76).
Western FC blev opløst i 1878.